# Волшебный магазин
«Волшебный магазин» — советский рисованный мультипликационный фильм 1953 года по одноимённой сказке Владимира Сутеева. Последняя совместная работа режиссёров Леонида Амальрика и Владимира Полковникова, которые, объединившись схожими творческими стремлениями, нашли свой собственный стиль.

## Сюжет
Пионеру Вите Петрову поручили нарисовать стенгазету. Он идёт к своему однокласснику Мише и просит его помочь, так как хочет выдвинуться, несмотря на то, что не умеет рисовать. Тот в это время учит наизусть стихотворение Александра Пушкина «Зимний вечер». Он отказался помогать Вите, и последний решает подождать его. От нечего делать он на диване увлекается чтением сборника волшебных сказок, мечтает о том, чтобы он тоже мог творить чудеса, и постепенно засыпает. Часы бьют 7 часов вечера.
Витя оказывается у магазина со звучным названием: «Волшебный детский универмаг». В этом магазине, хозяин которого — добродушный Маг-Завмаг, Витя получает волшебные краски, которые сами рисуют.
Прогнав свою младшую сестру с плюшевым медведем (которая «срывает» ему «общественную работу»), Витя произносит соответствующее заклинание и отдаёт краскам приказ рисовать стенгазету. Посмотреть на то, что нарисовали краски, он не успел.
Позже он надевает свой пионерский галстук и бежит в школу, где одноклассникам понравилась его работа. Они хвалили Витино мастерство и почему-то весело смеялись. Главный герой с удивлением узнаёт от других ребят, что все рисунки стенгазеты являются карикатурами на него самого же. Вызываясь рисовать стенгазету, Витя не слышал, что газета должна быть посвящена лодырничающим пионерам, а когда отдавал краскам приказ, то не удосужился почитать названия заметок, которые должен был разместить в газете. Ребята только смеются над его попытками оправдаться.
Витя решает избавиться от красок и идёт в волшебный магазин, где Маг-Завмаг предлагает обменять их на шахматы, с которыми можно выиграть у самого Ботвинника. Но Витя говорит, что завтра у него концерт, тогда хозяин вручает ему балалайку, которая сама играет мелодию русской народной песни «Ах вы, сени, мои сени». С этой балалайкой он решил выступить в школе на концерте художественной самодеятельности.
Придя на вечер самодеятельности, Витя неожиданно (а скорее всего, по закону подлости) забывает заклинание, а достать бумажку с текстом заклинания невозможно, так как Маг-Завмаг спрятал её в балалайку. Ничего не происходит, и ребята снова смеются над ним. Сестрёнка Вити говорит, что её брат — «хвастунишка из 3Б», пианист резко опускает крышку пианино, и занавес закрывается.
Тогда Витя снова возвращается в магазин, обменивает волшебную балалайку на управляемый футбольный мяч, чтобы принять участие в футбольной игре в качестве вратаря и сыграть в матче с ребятами из соседней школы.
Но и тут всё заканчивается неудовлетворительно: заклинание, благодаря которому мяч всегда должен попадать в руки Вити, оказывается таким длинным, что Витя не успевает его вовремя произнести, из-за чего в ворота их школы забивают 13 голов, а один раз он произнесённым не вовремя заклинанием даже мешает своим забить гол. И только во время штрафного удара Витя решил попробовать поймать мяч самостоятельно. К его удивлению, у него это получилось, и он был очень обрадован этим. Но команда не разделяла его радости, а дворник, который наблюдал за процессом, говорит, что главный герой — «третий столб».
После такой неудачи Витя решает, что надо делать всё самому. Раскаиваясь, он является в магазин и признаётся в этом Магу-Завмагу. Тогда тот предлагает ему в помощь к предстоящему диктанту волшебную ручку, пишущую без ошибок, но Витя отказывается, говоря, что и своей обычной ручкой сам напишет диктант. Радостный Маг-Завмаг поздравляет Витю с его выбором, после чего надевает шапку-невидимку и прощается.
В восемь часов Витя просыпается: приключения с волшебными вещами ему просто приснились. Миша уже закончил с уроками и готов помочь своему однокласснику со стенгазетой, но после поучительного сна Витя берёт у него краски и решает нарисовать стенгазету сам, чем очень удивляет друга.

## Создатели
- Сценарий Владимира Сутеева
- Режиссёры: Леонид Амальрик, Владимир Полковников
- Художник-постановщик: Евгений Мигунов
- Композитор: Виктор Оранский
- Оператор: Михаил Друян
- Звукооператор: Николай Прилуцкий
- Художники-мультипликаторы:
  - Дмитрий Белов
  - Михаил Ботов
  - Борис Дёжкин
  - Фаина Епифанова
  - Рената Миренкова
  - Надежда Привалова
  - Лидия Резцова
  - Фёдор Хитрук
  - Борис Меерович
  - Татьяна Таранович
- Технический ассистент: И. Кульнева
- Ассистент художника: Татьяна Сазонова
- Второй оператор: Екатерина Ризо
- Ассистент по монтажу: А. Фирсова
- Художники-прорисовщики: Ирина Башкова, Борис Корнеев, Владимир Попов, Елена Хлудова
- Художники-декораторы: Ольга Геммерлинг, Константин Малышев, Н. Горкина
- Художники-фазовщики:
  - Т. Венат
  - М. Грейлих
  - Н. Добошинская
  - Н. Караваева
  - Т. Ретунская
  - А. Фомина
- Роли озвучивали:
  - Клавдия Коренева – Витя Петров
  - Георгий Вицин — продавец
  - Анастасия Зуева — матрёшка
  - Леонид Пирогов — дворник
  - Ирина Потоцкая — Миша
  - С. Розенблюм — 1-й мальчик
  - Юлия Юльская — сестра Вити, футбольный комментатор
  - Вова Феоктистов — 2-й мальчик

## Награды
- 1953 год — V Международный фестиваль фильмов для детей и юношества в Венеции — Диплом.